# Giro di Norvegia
Il Giro di Norvegia (nome ufficiale, in inglese. Tour of Norway) è una corsa a tappe maschile di ciclismo su strada, che si disputa ogni maggio in Norvegia. Dal 2011 è inserito nel calendario dell'UCI Europe Tour come prova di classe 2.2. Nel 2012 è stato promosso alla classe 2.1, con conseguente apertura ai ProTeams, e nel 2014 a classe 2.HC.

## Albo d'oro
Aggiornato all'edizione 2024.
| Anno | Vincitore            | Secondo              | Terzo                 |
| ---- | -------------------- | -------------------- | --------------------- |
| 2011 | Wilco Kelderman      | Daniel Holm Foder    | Vegard Robinson Bugge |
| 2012 | Edvald Boasson Hagen | Simon Clarke         | Lars Petter Nordhaug  |
| 2013 | Edvald Boasson Hagen | Sérgio Paulinho      | Sondre Holst Enger    |
| 2014 | Maciej Paterski      | Marc de Maar         | Bauke Mollema         |
| 2015 | Jesper Hansen        | Edvald Boasson Hagen | David López García    |
| 2016 | Pieter Weening       | Edvald Boasson Hagen | Sondre Holst Enger    |
| 2017 | Edvald Boasson Hagen | Simon Gerrans        | Pieter Weening        |
| 2018 | Eduard Prades        | Alexander Kamp       | Edvald Boasson Hagen  |
| 2019 | Alexander Kristoff   | Kristoffer Halvorsen | Edvald Boasson Hagen  |
| 2020 | non disputata        | non disputata        | non disputata         |
| 2021 | Ethan Hayter         | Ide Schelling        | Mike Teunissen        |
| 2022 | Remco Evenepoel      | Jay Vine             | Luke Plapp            |
| 2023 | Ben Tulett           | Magnus Sheffield     | Thibau Nys            |
| 2024 | Axel Laurance        | Bart Lemmen          | Ådne Holter           |
| 2025 | Matthew Brennan      | Victor Langellotti   | Jan Christen          |

### Vittorie per nazione
| Pos. | Nazione       | Vittorie |
| ---- | ------------- | -------- |
| 1    | Norvegia      | 4        |
| 2    | Gran Bretagna | 3        |
| 3    | Paesi Bassi   | 2        |
| 4    | Danimarca     | 1        |
| 4    | Polonia       | 1        |
| 4    | Spagna        | 1        |
| 4    | Belgio        | 1        |
| 4    | Francia       | 1        |